# Tazza da consommé

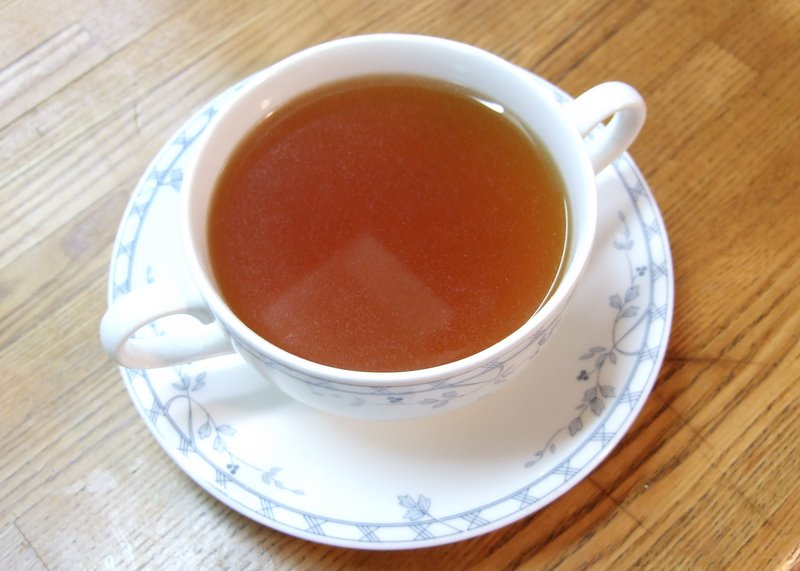
Tazza da consommé

La tazza da consommé o tazza da brodo è un tipo di tazza usata per servire i piatti in brodo, creme o zuppe. Prende il nome dal consommé, brodo ristretto specialità francese. Usata dal XVIII secolo nelle apparecchiature formali o nella ristorazione, raramente si trova per uso casalingo.  

## Caratteristiche
- Dimensione: tazza di misura medio/grande.
- Forma: bassa e larga, la caratteristica di questa tazza è di avere due piccoli manici ad ansa opposti e posizionati verso il bordo; è corredata da un apposito piattino che reca il circolino per fermare la tazza[2].
- Materiale: è costruita generalmente con la porcellana o la ceramica.

Nel coperto non si mette direttamente a contatto della tovaglia ma si appoggia sempre su un piatto piano.